# Daryl Macon
Daryl Macon Jr (ur. 29 listopada 1995) – amerykański koszykarz, występujący na pozycji rozgrywającego, obecnie zawodnik Panathinaikosu Ateny.
Latem 2018 reprezentował Miami Heat podczas rozgrywek letniej ligi NBA w Las Vegas i Sacramento.
20 września 2019 dołączył do Miami Heat. 8 stycznia 2020 został zwolniony.
8 lipca 2021 został zawodnikiem greckiego Panathinaikos Ateny.

## Osiągnięcia
Stan na 9 lipca 2021, na podstawie, o ile nie zaznaczono inaczej.
NJCAA
- Uczestnik turnieju Elite 8 NJCAA (2015)
- Zawodnik roku regionu XXIII (2015, 2016)
- Zaliczony do:
  - I składu:
    - All-America (2015)
    - turnieju All-Region XXIII (2016)

  - III składu NJCAA All-America (2016)

NCAA
- Uczestnik turnieju:
  - NCAA (2017)
  - Portsmouth Invitational (2018)
- MVP turnieju Lone Star Shootout (2017)
- Zaliczony do:
  - I składu:
    - SEC (2018)
    - turnieju SEC (2017)

  - II składu SEC (2018)
- Zawodnik tygodnia SEC (20.02.2017, 18.12.2017, 1.01.2018, 29.01.2018

Drużynowe
- 3. miejsce podczas mistrzostw Grecji (2021)